# Trevor Goddard
Trevor Joseph Goddard (14 de octubre de 1962-7 de junio de 2003) fue un actor y boxeador británico. Es conocido por haber interpretado a Kano en la película de Mortal Kombat y al teniente comandante Mic Brumby en la serie de televisión JAG.

## Biografía

### Trayectoria deportiva
Nació como Trevor Joseph Goddard en Croydon, Londres, (Inglaterra) el 14 de octubre de 1962. Siendo todavía un bebe, sus padres, Eric y Clara, se trasladaron a Bromley, Londres, donde creció. Practicó deportes como el fútbol o el cricket, además de ser batería en una banda de rock, aunque su gran pasión fue el boxeo, alcanzando un récord de 58-1-1 a lo largo de 60 
combates. Fue invitado a pelear en Estados Unidos, llegando a Nueva York en 1986; cuando sus amigos regresaron él decidió permanecer en el país. Durante gran parte de su carrera dijo ser de origen australiano, y de hecho interpretó varios personajes de Australia.  

### Trayectoria como actor
Apareció en anuncios de televisión para Hoover FloorMate. Desde finales de los 80 hizo papeles secundarios en televisión, hasta que en 1995 interpretó a Kano en la adaptación cinematográfica de Mortal Kombat. Su caracterización como Kano influyó en posteriores entregas del videojuego, como en el acento australiano del personaje.
Actuó en otras películas como 60 segundos, Men of War y Hollywood Vampyr. Trevor hizo su primer y único papel realmente protagonista en el cine en Hollywood Vampyr (2002) como un vampiro llamado "Blood".
Goddard también participó en la serie de televisión dramática JAG como el teniente comandante Mic Brumby; permaneció en la serie 
entre 1998 y 2001, apareciendo en un total de 42 episodios. Este fue su papel más conocido y el que más incrementó su base de fanes.  
Su última película fue el blockbuster Pirates of the Caribbean: The Curse of the Black Pearl (2003), donde tenía una breve intervención en oposición al personaje de Orlando Bloom.
La película Flexing With Monty, en la que Goddard interpretaba al personaje del título, se había comenzado a rodar en 1994, pero no se estrenó hasta después de la muerte de Goddard. La película no fue completada hasta 2008 y su estreno en DVD tuvo lugar en 2010, años después de la muerte de Goddard y del productor original.

### Vida personal
Goddard se casó en 1991 con Ruth Ann McCarthy, su profesora de aeróbic; el matrimonio tuvo dos hijos, Travis y Sarah Goddard.

### Fallecimiento
Goddard murió el sábado 7 de junio de 2003 en su domicilio de North Hollywood, Los Ángeles; el cadáver 
yacía sobre su cama cuando fue encontrado la mañana del domingo. Tenía 40 años. Los primeros informes indicaron que Goddard se encontraba en proceso de divorcio y se sospechaba de un suicidio. La autopsia mostró que Goddard murió de una sobredosis de heroína, cocaína, temazepam y vicodin. Su muerte, sin embargo, fue considerada accidental.
En julio de 2003, las investigaciones llevadas a cabo tras su muerte demostraron la inexactitud de su biografía oficial, según la cual había nacido en Perth (Australia) en 1965 o 1966, siendo sus padres, Eric y Clara Goddard, de Bexhill-on-Sea, East Sussex. Su fecha real de nacimiento era 1962, tampoco era cierto que fuera un criminal reformado de Australia, condenado por varios asaltos, todo lo cual había sido una invención. Pese a su origen británico, Trevor realizó sus interpretaciones con un marcado acento australiano, interpretando papeles con este origen.

### Homenajes
El 22 de febrero de 2004, un año después de su fallecimiento, se hizo un tributo especial a los miembros del sindicato fallecidos durante los Premios del Sindicato de Actores 2003. Entre los actores fallecidos a los que también se les hizo un homenaje junto a Trevor Goddard figuraban Bob Hope, Michael Jeter, Buddy Hackett, Robert Stack y  Suzy Parker, entre otros.

## Filmografía
- Camino al infierno (Tour of Duty, 1989) TV .... Williams, 1 episodio
- Inside Out (1991).... The Other Criminal
- The Commish (1992) TV.... Ozzy Van Spyk, 2 episodios
- Justicia ciega (Dark Justice, 1992) TV.... Travis, 1 episodio
- Silk Stalkings (1992–1994) TV.... Steiner/Oscar LeMay, 2 episodios
- Murphy Brown (1993) TV.... Colin, 1 episodio
- Down the Shore (1993) TV.... Stench, 1 episodio
- Los vigilantes de la playa (Baywatch, 1993) TV.... Wiley Brown, 1 episodio
- Nído vavio (Empty Nest, 1993) TV.... Joe, 1 episodio
- Hombres de acero (Men of War, 1994).... Keefer
- Renegade (1992–1995) TV.... Digger Macy/Ty Waitly, 2 episodios
- Mortal Kombat (1995).... Kano
- Fast Money (1996).... Regy
- Yesterday's Target (1996) TV.... Agent Riggs, telefilme
- Murder, She Wrote (1996).... TV Boyd Hendrix, 1 episodio
- Nowhere Man (1996) TV.... Mackie, 1 episodio
- Prey of the Jaguar (1996).... Damian Bandera
- First Encounter (1997).... Rol desconocido
- Dead Tides (1997).... Scott
- Assault on Devil's Island (1997).... Fraker
- Deep Rising (1998).... T. Ray
- She's Too Tall (1998).... Warner
- Some Girl (1998).... Ravi
- Babylon 5 (1998) TV.... Trace, 1 episodio
- Legion (1998) TV.... Cutter, telefilme
- The X-Files (1998) TV.... The 1st British Crewman
- JAG (1998 - 2001) TV.... Mic Brumby, 42 episodios
- 18 Wheels of Justice (2000) TV.... Paul Stocker, 1 episodio
- 60 segundos (2000).... Don
- When Billie Beat Bobby (2001) TV.... Barry Court , telefilme
- Dead Man's Run (2001).... Jason
- Hollywood Vampyr (2002).... Blood
- Pirates of the Caribbean: The Curse of the Black Pearl (2003).... Grapple
- Flexing with Monty (2008).... Monty